# Tolvfingertarm

Tolvfingertarmens position i kroppen.

Tolvfingertarmen eller duodenum är den första delen av  tunntarmen. Som namnet avslöjar är den lika lång som 12 fingrar är breda, eller närmare 25 cm. Den utgår från nedre magmunnen och övergår i tomtarmen. Efter att maten har blandats med sur magsaft i magsäcken töms den successivt i duodenum. Här spjälkas ämnena av enzymer från bukspottskörteln och galla från gallblåsan. Från båda dessa organ utsöndras också bikarbonat som neutraliserar magsaften.
Tarminnehållet blandas och bearbetas genom att de cirkulära musklerna i tarmväggen kontinuerligt spänns och slappnar av. Dessa rörelser kallas segmentering och genereras spontant i musklerna. Eftersom segmenteringen sker snabbare i duodenum än i ileum pressas tarminnehållet sakta men säkert mot tarmens ände.
Gallgången (ductus choledochus) och bukspottskörtelgången (ductus pancreaticus) mynnar gemensamt i papilla duodeni major (eller papilla Vateri efter dess upptäckare Abraham Vater) i tolvfingertarmens vägg. Hos ett fåtal individer har bukspottskörteln ytterligare en utförsgång (ductus pancreaticus accessorius) som då mynnar i papilla duodeni minor, en struktur som i andra fall saknas eller inte fyller någon funktion.

## Uppdelning
Duodenum består av pars superior duodeni (övre delen), flexura duodeni superior (övre böjen), pars descendens (nedåtgående delen), flexura duodeni inferior (nedre böjen), pars horizontalis (den horisontala delen) samt flexura duodenojejunalis (böj vid övergång tolvfinger- och tomtarm). Tolvfingertarmen är i det närmaste C-formad.

## Histologi
Duodenum har samma generella uppbyggnad som resten av GI-kanalen. Den består av följande fyra skikt:
1. Mot tarmlumen gränsar Mucosa som består av ett yttre enskiktat cylinderepitel, ett underliggande bindvävslager som kallas lamina propria och innerst ett tunt laget glatt muskulatur som kallas lamina muscularis mucosae. Under detta tunna muskellager finns Meissners plexus (plexus submucosus) som tillhör det enteriska nervsystemet.
2. Under mucosan återfinns ett lager med fibrös bindväv kallat tela submucosa. Här finns blod- och lymfkärl och en för duodenum unik struktur: de brunnerska körtlarna.
3. Det tredje lagret heter Tunica muscularis och utgörs av två lager av glatt muskulatur; ett inre cirkulärt (stratum circulare) och ett yttre longitudinellt (stratum longitudinale). Mellan dessa muskellager återfinns Auerbachs plexus eller plexus myentericus som är ytterligare ett nervplexa tillhörande det enteriska nervsystemet.[4]
4. Det fjärde lagret består av bindväv och kallas Adventitia. Högst upp på duodenum finns emellertid ett mindre område som är intraperitonealt där det fjärde lagret kallas Serosa och istället består av bukhinna.